# Visconde de Guilhomil

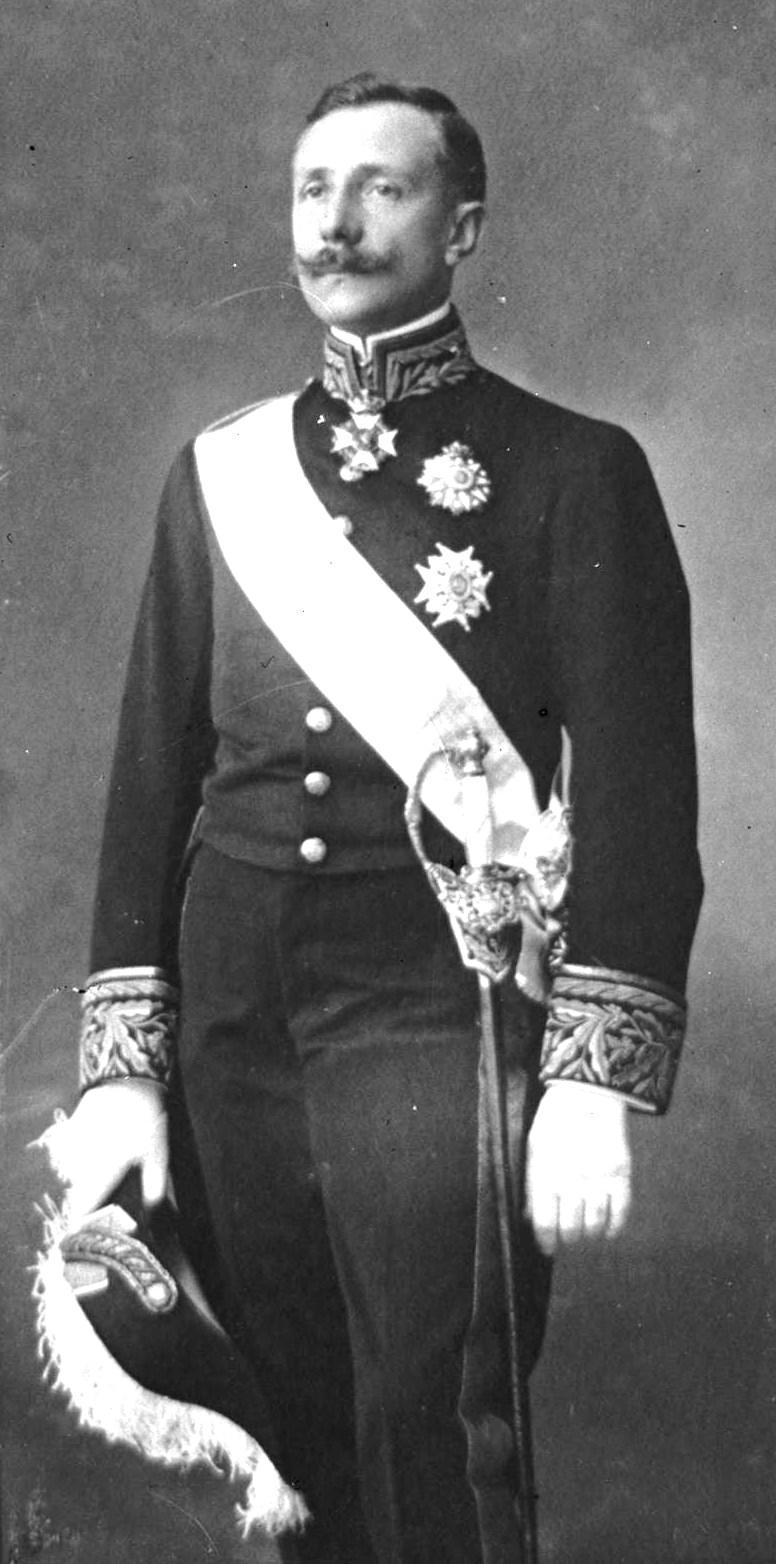
1º Conde de Paçô Vieira. Irmão do Visconde de Guilhomil e sobrinho do Barão de São Martinho de Dume.

Visconde de Guilhomil é um título nobiliárquico criado por D. Carlos I de Portugal, por Decreto e Carta de 16 de Julho de 1890, em favor de José Geraldo Coelho Vieira do Vale Peixoto de Sousa e Vilas-Boas.

José Gerardo Coelho Vieira Pinto do Vale Peixoto de Villas-Boas nasceu em 1863 em Braga na Casa de Cabanas em São Martinho de Dume propriedade dos seus tios maternos Duarte Ferreri de Gusmão, 2º Barão de São Martinho de Dume e da 2ª Baronesa de São Martinho de Dume, Dª. Ana Augusta do Vale Peixoto de Souza e Villas-Boas e era filho segundo do Barão de Paçô Vieira e irmão do Conde de Paçô Vieira, também ele nascido na Casa de Cabanas em Dume.  Faleceu em 1913 na sua residência na Foz do Douro. Era filho de Margarida Pinto do Vale Peixoto de Sousa de Vilas Boas e de José Joaquim de Sousa Barreiros Coelho Vieira, 1.º barão de Paçô Vieira, juiz do Supremo Tribunal de Justiça, deputado às Cortes e governador civil do Distrito de Braga. A família pertencia à melhor nobreza de Entre Douro e Minho, já que o Visconde de Guilhomil era neto materno do último capitão-mor de Lousada, Manuel Pinto do Vale Peixoto de Sousa e Villas-Boas. A família tinha privilegiadas ligações aos meios políticos, podendo aspirar a uma carreira na magistratura e no Estado.
Casou com Mariana Teodora Correia Moreira de Lima Barreto, de quem teve seis filhos, sendo o primogénito José Rui Vieira Coelho Pinto de Villas-Boas, 2º Visconde de Guilhomil casado com Dª . Maria José de Menezes Pita e Castro, deste casamento tiveram apenas uma filha, Dª. Maria Teresa de Menezes Pita e Castro Vieira Peixoto Vilas-Boas, nascida em 1915 e falecida em 2012.
Bacharel em Direito na Universidade de Coimbra, fez carreira na magistratura e exerceu o cargo de procurador régio em Caminha. Liderou o Partido Progressista de Caminha e foi eleito deputado nas eleições de 1899, em 1903 e em 1905. Pouco depois, na sequência da chamada "crise dos tabacos", com José Maria de Alpoim sai do partido progressista em vésperas da ascensão de João Franco. 

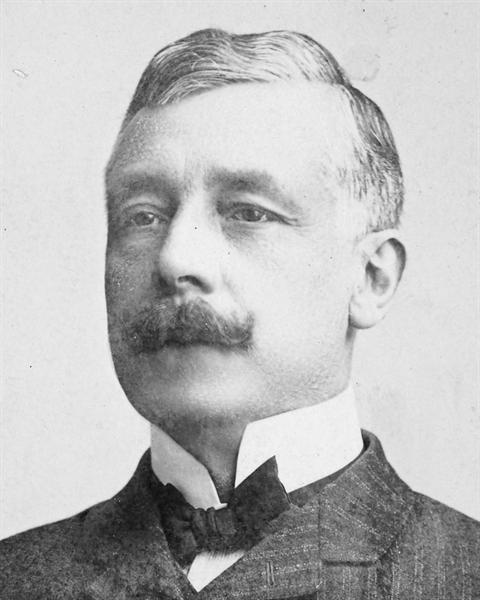
1º Visconde de Guilhomil.

Titulares
1. José Geraldo Coelho Vieira do Vale Peixoto de Sousa e Vilas-Boas, 1.° Visconde de Guilhomil.

Após a Implantação da República Portuguesa, e com o fim do sistema nobiliárquico, usou o título: 
1. José Rui Vieira Coelho Pinto de Sousa Peixoto, 2.° Visconde de Guilhomil.